# Spartikelmysteriet
Spartikelmysteriet (engelska: The Sparticle Mystery) är en brittisk science fictionserie för tv, producerad av Sparticles Productions för CBBC. Serien visades i Sommarlov 2012, 2013, 2015 och 2016.

## Rollista
| Skådespelare       | Roll                     | Grupp (säsong 1)                   | Grupp (säsong 2)                   |
| Abigail Hardingham | Kat                      | Spartiklarna                       | -                                  |
| Karim Zeroual      | Sadiq                    | Spartiklarna                       | Spartiklarna                       |
| Wesley Nelson      | Jeffery                  | Spartiklarna                       | Spartiklarna                       |
| Megan Jones        | Tia                      | Spartiklarna                       | Spartiklarna                       |
| Jerome Holder      | Callum                   | de andra, Spartiklarna             | Spartiklarna                       |
| Zachary Middleton  | Ami                      | Spartiklarna                       | -                                  |
| Grace Mandeville   | Holly                    | Spartiklarna                       | De andra                           |
| Emily Sandersson   | Reese                    | Spartiklarna                       | Spartiklarna, de andra             |
| Iestyn Darmanin    | Jordan                   | Spartiklarna                       | -                                  |
| Abbie Hayes        | Frankie                  | Spartiklarna                       | Spartiklarna                       |
| Oliver Bell        | Liam                     | Spartiklarna                       | Spartiklarna                       |
| Karene Peter       | Helena                   | -                                  | De andra, Spartiklarna             |
| Gerran Howell      | Ernesto                  | -                                  | Spartiklarna,de andra              |
| Oli Dillon         | Fizzy                    | De andra                           | De andra                           |
| Maia Tamraker      | Muna                     | Ej i grupp                         | Ej i grupp                         |
| Annette Badland    | Holo-Dora (Ett hologram) | Försvunnen i den andra dimensionen | Försvunnen i den andra dimensionen |
| Larissa Wilson     | Anita                    | Ej i grupp                         | -                                  |